# Вольфгальден
Вольфгальден (нім. Wolfhalden) — громада  в Швейцарії в кантоні Аппенцелль-Ауссерроден, округ Фордерланд.

## Географія
Громада розташована на відстані близько 170 км на схід від Берна, 22 км на схід від Герізау.
Вольфгальден має площу 6,9 км², з яких на 13,1% дозволяється будівництво (житлове та будівництво доріг), 55,8% використовуються в сільськогосподарських цілях, 30,8% зайнято лісами, 0,3% не є продуктивними (річки, льодовики або гори).

## Демографія
2019 року в громаді мешкало 1871 особа (+9,7% порівняно з 2010 роком), іноземців було 16,6%. Густота населення становила 270 осіб/км².
За віковим діапазоном населення розподілялося таким чином: 19,4% — особи молодші 20 років, 61,7% — особи у віці 20—64 років, 18,9% — особи у віці 65 років та старші. Було 829 помешкань (у середньому 2,2 особи в помешканні).
Із загальної кількості 642 працюючих 44 було зайнятих в первинному секторі, 340 — в обробній промисловості, 258 — в галузі послуг.